# Titularerzbistum Salamis
Salamis (ital.: Salamina) ist ein Titularerzbistum der römisch-katholischen Kirche.
Es geht zurück auf einen früheren Bischofssitz in der antiken Stadt Salamis, die sich auf Zypern befand.
| Titularerzbischöfe von Salamis |                                                |                                                          |                   |                    |
| Nr.                            | Name                                           | Amt                                                      | von               | bis                |
| 1                              | Gregorio de Sanctis (Georgius de Sanctis) CRth | Suffragan des Bischofs von Palestrina                    | 31. Juli 1606     | 24. Oktober 1611   |
| 2                              | Giovanni Battista Piccolomini                  | Weihbischof in Sabina (Italien)                          | 18. Februar 1630  | 20. Juni 1633      |
| 3                              | Camillo Sanseverino CRth                       | Weihbischof in Sabina (Italien)                          | 19. Oktober 1676  | 30. Oktober 1679   |
| 4                              | Ulisse Rossi                                   | Weihbischof in Sabina (Italien)                          | 1. September 1681 |                    |
| 5                              | Ascanio Blasi                                  | Weihbischof in Sabina (Italien)                          | 11. Dezember 1702 | 26. Januar 1705    |
| 6                              | Venanzio Simi OSB                              | Weihbischof in Sabina (Italien)                          | 2. März 1705      | 2. Mai 1718        |
| 7                              | Włodzimierz Czacki                             | Apostolischer Nuntius                                    | 12. August 1879   | 25. September 1882 |
| 8                              | Arsène Aïdynian                                |                                                          | 15. März 1887     |                    |
| 9                              | Dominique Jacquet OFMConv                      | emeritierter Bischof von Iași (Rumänien)                 | 25. Februar 1904  | 3. Februar 1931    |
| 10                             | Leo Peter Kierkels CP                          | Apostolischer Delegat Internuntius Apostolischer Nuntius | 23. März 1931     | 7. November 1957   |
| 11                             | Joseph Kuo Joshih                              | emeritierter Erzbischof von Taipeh (Taiwan)              | 4. Dezember 1959  | 18. Dezember 1995  |